# Roland (Versicherung)

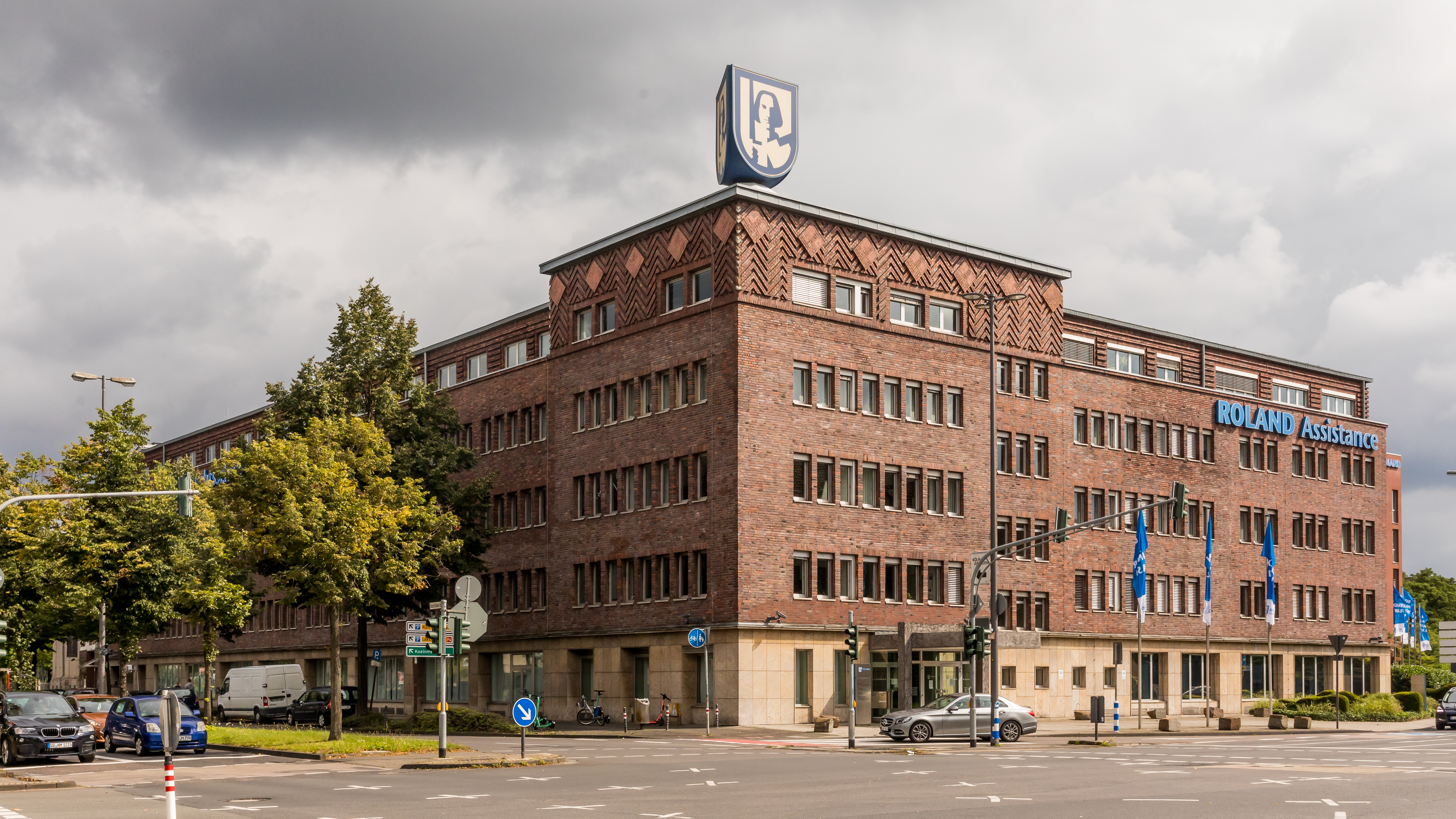
Roland-Haus in Köln-Deutz

Die Roland-Gruppe (Eigenschreibweise ROLAND) ist eine aus drei Gesellschaften bestehende Unternehmensgruppe (Roland Rechtsschutz-Versicherungs-AG, Roland Schutzbrief-Versicherung AG und Roland Assistance GmbH) mit Sitz in Köln.
Die Gruppe konzentriert sich auf Rechtsschutz-, Schutzbrief- und Assistance-Leistungen und beschäftigt 1.353 Mitarbeiter (2024).

## Unternehmensgeschichte

### Gründung
Am 18. März 1957 gründete die Rheinische Gruppe, bestehend aus den Versicherungsunternehmen AachenMünchener, Colonia, der Concordia Versicherungs-Gesellschaft auf Gegenseitigkeit, Gladbacher, Gothaer Feuer, National, Nordstern, Schlesische und der Thuringia, die Roland Rechtsschutz-Versicherungs-AG als Konsortialgesellschaft, um ihren Kunden eine Rechtsschutz-Versicherung anbieten zu können. Die Produkte wurden dabei gestern wie heute über den jeweiligen Außendienst der Muttergesellschaften vertrieben. Am 24. August 1957 wurde die Roland Rechtsschutz-Versicherungs-AG ins Handelsregister eingetragen. Die Gründerväter der Roland Rechtsschutz wählten als Markenzeichen die historische Figur den Ritter Roland, Paladin von Karls dem Großen.

### Entwicklung 1978–1998
1978 wurde die Roland-Verkehrs-Service-Versicherung – heute Roland Schutzbrief-Versicherung AG – gegründet. 1988 startete die Roland Assistance GmbH zunächst als Dienstleister für eigene Schutzbriefkunden. Das Unternehmen bot Lösungen für Konzern-Kunden, aber auch für die Kunden Dritter im Business-to-Business-Geschäft an. 1991 bis 1993 schieden die Aachener und Münchener-Gruppe aus dem Aktionärskreis aus (1991 Aachener & Münchener Sachversicherung, 1993 Central Krankenversicherung, 1995 Thuringia). 1993 erwarb Roland Rechtsschutz den Rechtsschutzbestand des Deutschen Rings, 1995 den der Berlin-Kölnische Krankenversicherung.

### Entwicklung 1998–2008
Roland Rechtsschutz gründete eine Niederlassung in Wien. 2000 erfolgte die Übernahme der Albingia Rechtsschutz-Versicherungs-AG. Ein Jahr später wurde die Roland ProzessFinanz AG als Tochtergesellschaft der Roland Rechtsschutz-Versicherungs-AG gegründet, die Prozesse gegen Erfolgsbeteiligung finanziert. Außerdem wurde die Jurpartner Rechtsschutz-Versicherung AG gegründet, die eine rechtliche Grundabsicherung zu kostengünstigen Konditionen anbietet. Im Zuge der Internationalisierung wurde die Geschäftstätigkeit nach Italien (Mailand) ausgeweitet. 2003 wurde der Rechtsschutzbestand der Securitas Bremer Allgemeine Versicherungs AG übernommen. Im Jahr 2007 setzte sich die Expansion des Konzernes mit der Gründung der Roland AssistancePartner GmbH am Standort Dresden fort. Ziel des Standortes war es, die Servicequalität zu erweitern und die telefonische Kundenbetreuung der Auftraggeber durchzuführen.

### Entwicklung seit 2008
2011 kaufte Roland den HDI-Gerling Rechtsschutz. Damit gehörten HDI-Gerling Rechtsschutz und die HDI-Gerling Schadensregulierungs-GmbH zur Roland-Gruppe. Später gingen beide Gesellschaften in Roland Rechtsschutz über. 
Seit dem Jahr 2017 konzentriert sich das Unternehmen wieder auf sein Kerngeschäft  „Rechtsschutz“. So wurde die Roland ProzessFinanz an den Prozess-Finanzierer Omny-Bridgeway verkauft und der Kunden-Bestand der Jurpartner Rechtsschutz-Versicherung AG auf Roland Rechtsschutz übertragen. Seit 2018 gehört Roland Rechtsschutz zur Axa Gruppe (60 %) und zur Gothaer (40 %). Vorstandsvorsitzender ist seit 2024 Tobias von Mäßenhausen.

## Vertriebsstrategie
Es gibt keinen eigenen Außendienst. Die Produkte werden zum einen über die Ausschließlichkeitsorganisationen verschiedener großer deutscher Versicherungskonzerne vertrieben – darunter Axa, Deutsche Ärzteversicherung, Basler Versicherungen, Barmenia-Gothaer und HDI. Das bedeutet, dass die Vermittler dieser Partnergesellschaften in der Sparte Rechtsschutz verstärkt Roland-Produkte anbieten. Als weiteren Vertriebsweg nutzt das Unternehmen den Maklervertrieb. Seit 2015 werden auch Roland-Produkte über den digitalen Weg vertrieben, wie etwa über die Internetseite oder Vergleichsportale wie Check 24.

## Publikationen
Jährlich wird seit 2010 der ROLAND Rechtsreport publiziert. Diese Studie wird vom Konzern finanziert und vom Institut für Demoskopie Allensbach erstellt. Diese zeigt die Einstellungen der deutschen Bevölkerung zur deutschen Justiz sowie zum außergerichtlichen Mediationsverfahren auf.